# 皇后山軍營印度廟

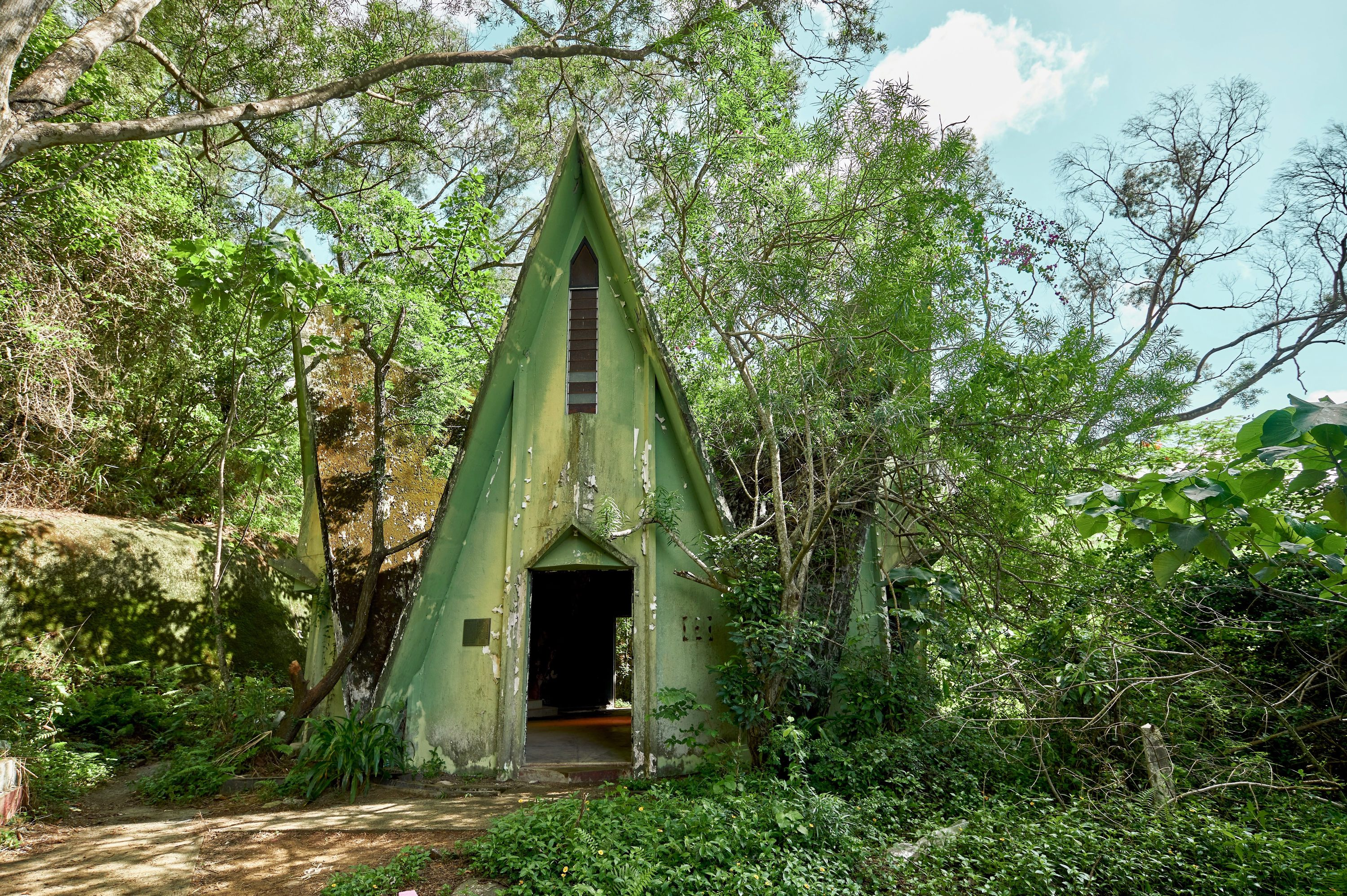
皇后山軍營印度廟

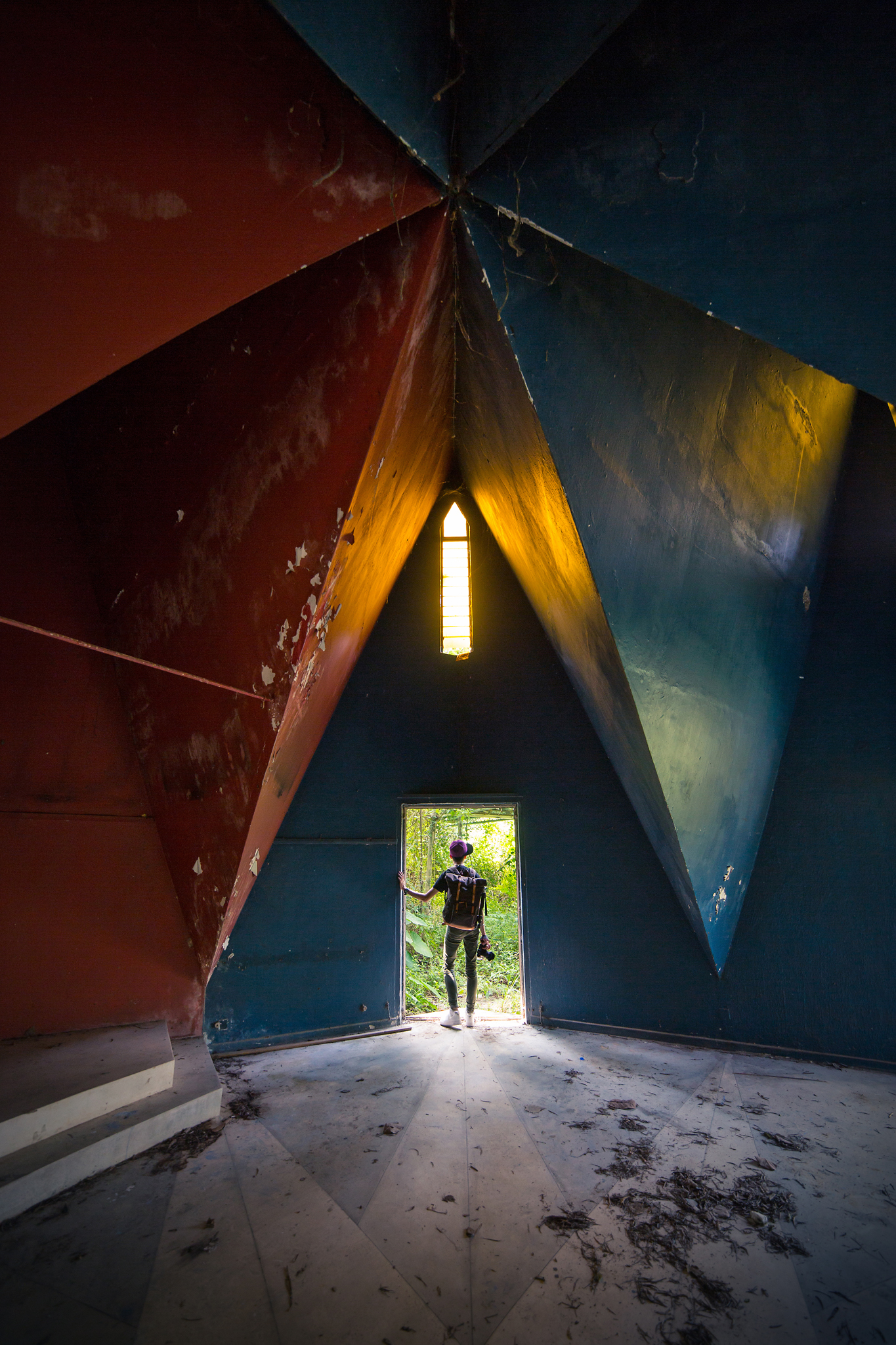
印度廟建築內部塗上橙色及藍色

皇后山軍營印度廟位於香港新界粉嶺軍地，毗鄰山麗苑，於1960年代興建，由駐守該營地的尼泊爾踞喀兵（Gurkhas）建造。1992年後，軍營改作警察後勤基地，而踞喀兵亦一併撤走，自此印度廟遭荒廢。
印度廟建於皇后山軍營內的一個小山山頂上，由多棵榕樹包圍，與營內建築物相隔一定距離，環境清幽，並能營造廟宇的神聖感。廟宇為一棟灰綠色六角形建築物，頂部有六個尖頂，呈皇冠狀，由12塊三角形砌成，象徵印度教視為美麗及神聖的蓮花，為香港僅有的一座蓮花形狀的建築。建築物的六面除了東南方外一面外皆設有門戶，每則門上設有一面小窗。建築內部塗上橙色及藍色，其中一角設有神壇供崇拜用。
該廟於2010年被評定為三級歷史建築。
而於皇后山公營房屋發展項目中，位於居屋山麗苑地盤的一座舊軍營建築（房委會招標公告中稱為「警官食堂」）將獲保留，並翻修成山麗苑管業處暨業主立案法團/業主委員會辦事處。至於印度廟則保留在屋苑地界以外，不作任何改動或拆卸。區議員認為廟宇有急切保育需要，同時指欠缺通道連接山麗苑。不過房屋署代表指印度廟不屬屋苑發展範圍，有關部分由地政總署負責，又稱在2015年收地時，沒有人要求設置通道來往印度廟。2021年6月，北區區議會15名區議員要求古物諮詢委員會為印度廟重新評級。